# Piedmont Airlines

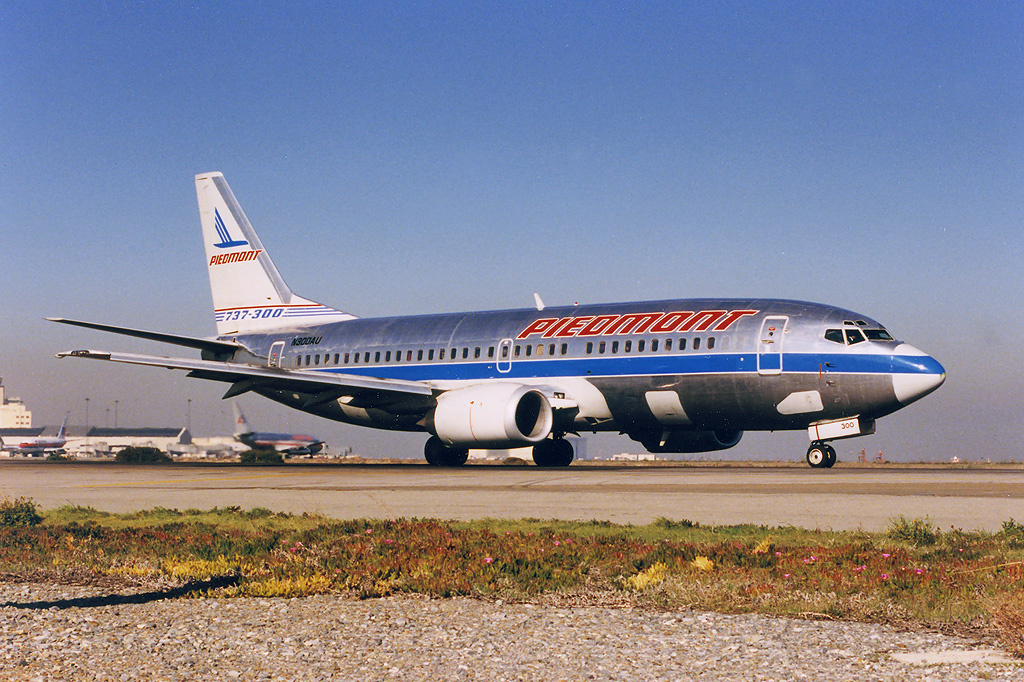
Boeing 737 de Piedmont Airlines

Piedmont Airlines est une compagnie aérienne régionale américaine fondée en 1948. 
En 1985 elle a acquis Empire Airlines.
Elle a fusionné avec USAir en 1989. Elle a disposé de NAMC YS-11.

## Flotte

### Flotte actuelle
La flotte de Piedmont Airlines est constituée de la manière suivante au 3 décembre 2020 :

### Flotte historique
La compagnie a exploité auparavant les types d'avions suivants :
- NAMC YS-11.
- DHC-7
- De Havilland Canada DHC-8-100
- De Havilland Canada DHC-8-200
- De Havilland Canada DHC-8-300